# Spin (Zeitschrift)
Spin war eine in den Vereinigten Staaten erscheinende Musikzeitschrift, die von 1985 bis 2012 im Monatsrhythmus erschien. Gründer und erster Herausgeber des Titels war Bob Guccione junior, der Sohn des Penthouse-Gründers Bob Guccione. Der Themenschwerpunkt der Zeitschrift lag auf Rock- und Popmusik. Nach anfänglichen Schwierigkeiten, die 1987 beinahe zur Einstellung geführt hätten, entwickelte sich das Blatt zu einem der wichtigsten Konkurrenten der US-Ausgabe des Rolling Stone. 1997 wurde Spin für 45 Millionen US-Dollar an die Herausgeber des Magazins Vibe verkauft. 2006 wurde das Magazin an die McEvoy Group LLC aus San Francisco weiterverkauft. Die Auflage des im Monatsrhythmus erscheinenden Blatts lag zu dieser Zeit bei etwa 500.000 Exemplaren.
Nach einem weiteren Verkauf im Jahr 2012 wurde das gedruckte Magazin eingestellt. Seitdem existiert nur noch die Online-Version.